# روت دوچینی
روت دوچینی (انگلیسی: Ruth Duccini; ۲۳ ژوئیهٔ ۱۹۱۸ – ۱۶ ژانویهٔ ۲۰۱۴) هنرپیشه اهل ایالات متحده آمریکا بود.
وی بازیگر فیلم‌هایی همچون جادوگر شهر از و نمایش روزانه بوده‌است.